# Edricus
Genre
Edricus est un genre d'araignées aranéomorphes de la famille des Araneidae.

## Distribution
Les espèces de ce genre se rencontrent au Mexique, au Panama, en Colombie et en Équateur.

## Liste des espèces
Selon World Spider Catalog (version 17.0, 08/03/2016) :
- Edricus productus O. Pickard-Cambridge, 1896
- Edricus spiniger O. Pickard-Cambridge, 1890

## Publication originale
- O. Pickard-Cambridge, 1890 : Arachnida. Araneida. Biologia Centrali-Americana, Zoology. London, vol. 1, p. 57-72 (texte intégral).